# Historia Lausiaca
La Història Lausíaca fou una composició sobre dades dels pares del desert egipcis, escrita per Pal·ladi d'Helenòpolis a petició de Lausus o Lauson (Λαὗσυς o Λαύσον), camarlenc de la cort de Teodosi I el Gran. Al segle iv i al segle v, Egipte era considerada una terra d'una alta espiritualitat, i Pal·ladi la va visitar expressament per conèixer-la, i va seguir el model per uns anys. Després va poder narrar tots els seus records en aquesta obra.
Conté notes biogràfiques i anècdotes de diversos ascetes que Pal·ladi havia conegut personalment, o sobre els quals va rebre informació d'aquells que els havien conegut. Inclou gran quantitat de miracles i altres meravelles que la credulitat de l'autor el va portar a admetre, però és interessant perquè parla de les tendències religioses de l'època, i valuosa perquè registra diversos fets relatius a homes eminents. Sozomen va copiar moltes anècdotes d'aquesta obra sense citar-la. Sòcrates Escolàstic, que parla de l'obra, diu que l'autor era un monjo, deixeble d'Evagri del Pont, i afirma que va florir poc després de la mort de Valent.